# Josef Theodor Rath
Josef Theodor Rath CSSp (* 4. Februar 1900 in Rees; † 9. Februar 1993 in Dormagen) war ein deutscher Geistlicher.

## Leben
Er wuchs in Oberhausen auf. 1915 kam er als Schüler zu den Spiritanern, um Missionar zu werden. Nach seiner Priesterweihe am 24. April 1927 wurde er als Lehrer für Griechisch, Geschichte und Deutsch an den Spiritaner-Gymnasien in Knechtsteden und Menden eingesetzt. 1939 wurde er zum Provinzsekretär ernannt und pflegte in Köln-Hohenlind als Sanitäter seuchenkranke ausländische Soldaten. Nach dem Zweiten Weltkrieg lehrte er als Dozent an der Philosophisch-Theologischen Ordenshochschule Knechtsteden künftige Missionare Kirchengeschichte und Missionswissenschaft. Nach Auflösung des Knechtstedener Priesterseminars 1967 intensivierte er seine schon 1928 begonnene schriftstellerische Tätigkeit. In der Pfarrei Straberg, wo er schon seit 1955 tätig war, war er von 1975 bis 1980 Pastor.

## Schriften (Auswahl)
- Der Sklaven Knecht. Jakob Desiderius Laval, der Apostel von Mauritius. Donauwörth 1949, OCLC 252800453.
- Die Knechtstedener Provinz 1895–1948. Zur Geschichte der Deutschen Provinz der Kongregation vom Heiligen Geist. Knechtsteden 1973, OCLC 67201761.
- Pater Libermann CSSp. Ein Leben für Afrika 1802–1852. Knechtsteden 1980, OCLC 314775467.
- Geschichte der Kongregation vom Heiligen Geist. Pater Libermanns Erben 1852–1896. Knechtsteden 1982, OCLC 314775551.